# Muhammad Amani
Pour les articles homonymes, voir Amani.
Muhammad Amani (en azéri: Məhəmməd Əmani; né en 1536 et mort en 1610 à Bayburt, Tchukhursaad Beylerbey, État Safavide) est un poète azerbaïdjanais, disciple de l'école littéraire Fuzuli

## Biographie
Muhammed Amani a vécu sous le règne de Shah Tahmasib Ier, puis de Shah Abbas Ier. Dans sa jeunesse, il prend part à des campagnes et des batailles sous le Chah Abbas de l'Empire safavide, et lui dédie des poèmes. Il participe à la prise de Tabriz, Merv, Balkh, ainsi qu'à la campagne contre les Ottomans en 1606, qui se reflète dans les œuvres du poète. Amani visite de nombreux pays, tels que Tabriz, La Mecque, Merv, Mamanly, Herat, Médine et d'autres. 

## Création
Les œuvres de Muhammed Amani en azerbaïdjanais et en persan sont conservées à Londres au British Museum. Ses paroles parlent principalement de sa vie et de son amour et sont inspirées de la beauté du peuple, des traditions de la littérature azerbaïdjanaise et de l'art populaire. L’œuvre d'Amani est riche dans le fond et dans la forme. Il écrit à la fois sous la forme de poésie orientale classique (ghazal, mesnevi) et de poésie ashug (bayats, goshma, garayly). Dans ses ghazals, l'unité de l'amour humain réel avec l'amour soufi-panthéiste vient au premier plan, et l'ampleur de la pensée acquiert un caractère philosophique. Des histoires poétiques écrites par lui en langue azerbaïdjanaise occupent une place importante parmi ses œuvres. Ses travaux sont une source précieuse pour étudier les événements historiques de la seconde moitié du XVIe siècle et les campagnes militaires des Safavides. Ses pensées sur l'amour et la bien-aimée, ainsi que des sentiments lyriques sont reflétées dans ces poèmes. Le thème principal de l'art de cette époque est la diffusion de la haute moralité, de la pureté intérieure, de la haute pensée et de pures relations humaines.